# غنبد (مقاطعة فراشبند)
غنبد (بالفارسية: گنبد) هي قرية تقع في قسم آويز الريفي في إيران. يقدر عدد سكانها بـ 55 نسمة بحسب إحصاء 2016.